# Alf Poier
 (avril 2019).
Si vous disposez d'ouvrages ou d'articles de référence ou si vous connaissez des sites web de qualité traitant du thème abordé ici, merci de compléter l'article en donnant les références utiles à sa vérifiabilité et en les liant à la section « Notes et références ».
Alf Poier est un acteur et un chanteur autrichien né à Judenburg (Styrie) le 22 février 1967.
Il représente l'Autriche au Concours Eurovision de la chanson 2003 avec la  chanson Weil der Mensch zählt (Parce que l'être humain compte) et termine 6e sur 26.
En 2005, il participe à la sélection nationale autrichienne avec deux chansons (Hotel Hotel et Good Old Europa is Dying) mais ne termine que second avec la deuxième chanson.
À la télévision, il a joué en 1999 dans la série Kaisermühlen Blues.